# Toàn Tiêu
Toàn Tiêu (chữ Hán giản thể: 全椒县, Hán Việt: Toàn Tiêu huyện) là một huyện thuộc địa cấp thị Trừ Châu, tỉnh An Huy, Cộng hòa Nhân dân Trung Hoa. Huyện này có diện tích 1572 km2, dân số 450.000 người, mã số bưu chính 239500. Huyện lỵ Toàn Tiêu ở trấn Tương Hà. Huyện Toàn Tiêu được chia ra thành 10 trấn: Tương Hà, Cổ Hà, Mã Hán, Vũ Cương, Đại Thự, Thạch Phái, Nhị Lang, Khẩu, Thập Tự, Tây Vương, Lục Trấn.

## Khí hậu
| Dữ liệu khí hậu của Toàn Tiêu, elevation 27 m (89 ft), (1991–2020 normals) | Dữ liệu khí hậu của Toàn Tiêu, elevation 27 m (89 ft), (1991–2020 normals) | Dữ liệu khí hậu của Toàn Tiêu, elevation 27 m (89 ft), (1991–2020 normals) | Dữ liệu khí hậu của Toàn Tiêu, elevation 27 m (89 ft), (1991–2020 normals) | Dữ liệu khí hậu của Toàn Tiêu, elevation 27 m (89 ft), (1991–2020 normals) | Dữ liệu khí hậu của Toàn Tiêu, elevation 27 m (89 ft), (1991–2020 normals) | Dữ liệu khí hậu của Toàn Tiêu, elevation 27 m (89 ft), (1991–2020 normals) | Dữ liệu khí hậu của Toàn Tiêu, elevation 27 m (89 ft), (1991–2020 normals) | Dữ liệu khí hậu của Toàn Tiêu, elevation 27 m (89 ft), (1991–2020 normals) | Dữ liệu khí hậu của Toàn Tiêu, elevation 27 m (89 ft), (1991–2020 normals) | Dữ liệu khí hậu của Toàn Tiêu, elevation 27 m (89 ft), (1991–2020 normals) | Dữ liệu khí hậu của Toàn Tiêu, elevation 27 m (89 ft), (1991–2020 normals) | Dữ liệu khí hậu của Toàn Tiêu, elevation 27 m (89 ft), (1991–2020 normals) | Dữ liệu khí hậu của Toàn Tiêu, elevation 27 m (89 ft), (1991–2020 normals) |
| Tháng                                                                      | 1                                                                          | 2                                                                          | 3                                                                          | 4                                                                          | 5                                                                          | 6                                                                          | 7                                                                          | 8                                                                          | 9                                                                          | 10                                                                         | 11                                                                         | 12                                                                         | Năm                                                                        |
| -------------------------------------------------------------------------- | -------------------------------------------------------------------------- | -------------------------------------------------------------------------- | -------------------------------------------------------------------------- | -------------------------------------------------------------------------- | -------------------------------------------------------------------------- | -------------------------------------------------------------------------- | -------------------------------------------------------------------------- | -------------------------------------------------------------------------- | -------------------------------------------------------------------------- | -------------------------------------------------------------------------- | -------------------------------------------------------------------------- | -------------------------------------------------------------------------- | -------------------------------------------------------------------------- |
| Trung bình ngày tối đa °C (°F)                                             | 7.2 (45.0)                                                                 | 10.1 (50.2)                                                                | 15.3 (59.5)                                                                | 21.8 (71.2)                                                                | 26.9 (80.4)                                                                | 29.5 (85.1)                                                                | 32.5 (90.5)                                                                | 32.0 (89.6)                                                                | 28.0 (82.4)                                                                | 22.9 (73.2)                                                                | 16.5 (61.7)                                                                | 9.8 (49.6)                                                                 | 21.0 (69.9)                                                                |
| Trung bình ngày °C (°F)                                                    | 2.9 (37.2)                                                                 | 5.4 (41.7)                                                                 | 10.1 (50.2)                                                                | 16.3 (61.3)                                                                | 21.7 (71.1)                                                                | 25.2 (77.4)                                                                | 28.3 (82.9)                                                                | 27.7 (81.9)                                                                | 23.4 (74.1)                                                                | 17.8 (64.0)                                                                | 11.4 (52.5)                                                                | 5.1 (41.2)                                                                 | 16.3 (61.3)                                                                |
| Tối thiểu trung bình ngày °C (°F)                                          | −0.3 (31.5)                                                                | 1.8 (35.2)                                                                 | 6.0 (42.8)                                                                 | 11.7 (53.1)                                                                | 17.3 (63.1)                                                                | 21.6 (70.9)                                                                | 25.2 (77.4)                                                                | 24.6 (76.3)                                                                | 20.0 (68.0)                                                                | 13.9 (57.0)                                                                | 7.5 (45.5)                                                                 | 1.5 (34.7)                                                                 | 12.6 (54.6)                                                                |
| Lượng Giáng thủy trung bình mm (inches)                                    | 47.3 (1.86)                                                                | 51.3 (2.02)                                                                | 75.1 (2.96)                                                                | 73.1 (2.88)                                                                | 85.1 (3.35)                                                                | 183.2 (7.21)                                                               | 204.2 (8.04)                                                               | 159.1 (6.26)                                                               | 74.3 (2.93)                                                                | 57.2 (2.25)                                                                | 54.9 (2.16)                                                                | 33.5 (1.32)                                                                | 1.098,3 (43.24)                                                            |
| Số ngày giáng thủy trung bình (≥ 0.1 mm)                                   | 9.0                                                                        | 9.1                                                                        | 10.4                                                                       | 9.4                                                                        | 9.7                                                                        | 10.2                                                                       | 12.1                                                                       | 11.8                                                                       | 8.1                                                                        | 7.8                                                                        | 8.3                                                                        | 7.1                                                                        | 113                                                                        |
| Số ngày tuyết rơi trung bình                                               | 3.9                                                                        | 2.6                                                                        | 1.2                                                                        | 0                                                                          | 0                                                                          | 0                                                                          | 0                                                                          | 0                                                                          | 0                                                                          | 0                                                                          | 0.5                                                                        | 1.3                                                                        | 9.5                                                                        |
| Độ ẩm tương đối trung bình (%)                                             | 74                                                                         | 72                                                                         | 70                                                                         | 68                                                                         | 69                                                                         | 76                                                                         | 80                                                                         | 80                                                                         | 77                                                                         | 73                                                                         | 73                                                                         | 72                                                                         | 74                                                                         |
| Số giờ nắng trung bình tháng                                               | 118.9                                                                      | 120.7                                                                      | 144.2                                                                      | 169.3                                                                      | 179.4                                                                      | 149.5                                                                      | 177.3                                                                      | 181.1                                                                      | 150.9                                                                      | 156.8                                                                      | 141.0                                                                      | 133.5                                                                      | 1.822,6                                                                    |
| Phần trăm nắng có thể                                                      | 37                                                                         | 39                                                                         | 39                                                                         | 43                                                                         | 42                                                                         | 35                                                                         | 41                                                                         | 44                                                                         | 41                                                                         | 45                                                                         | 45                                                                         | 43                                                                         | 41                                                                         |
| Nguồn: China Meteorological Administration                                 |                                                                            |                                                                            |                                                                            |                                                                            |                                                                            |                                                                            |                                                                            |                                                                            |                                                                            |                                                                            |                                                                            |                                                                            |                                                                            |